# Aggershvile
Aggershvile (Agershvile) var et landsted i Skodsborg i Nordsjælland.
Aggershvile blev opført i begyndelsen af 1700-tallet af storkøbmanden Gregorius Klauman (1678-1752), der opkaldte ejendommen efter sin hustru Maren Aggers. Den afsides beliggenhed blev sikkert valgt, fordi der på den tid var vid udsigt mod Øresund. Næste ejer var den rige handelsmand John Brown (1723-1808). Aggershvile blev så 1759 overtaget af plantageejeren fra Dansk Vestindien Jens Peter de Hemmer (1720-1778), som allerede 1762 solgte stedet til en københavnsk handelsmand ved navn Laurids Glerup. I hans tid bestod Aggershvile af en hovedbygning med 13 værelser, domestikbygning, stald m.v. Glerup beholdt lystgården i en halv snes år, men i 1772 tilbagekøbte Jens Peter de Hemmer den og udvidede den med 4,5 tønder hartkorn af Frydenlunds tidligere tilliggende. Ligesom Aggershviles gamle haver lå de nye jorder langs Dyrehavens periferi.
Jens Peter de Hemmers datter Christiane blev 1773 gift på Aggershvile med søofficeren Andreas Henrik Stibolt (1739-1821), som senere ejede et andet kendt landsted, Sømandshvile.
Landstedet brændte ned i 1780 og blev genopført.
Landstedet er nu nedrevet og en del af jorderne udstykket, men avlsgården, som tidligere hed Sømærke men nu Aggershvile, eksisterer stadig. Et areal på 41 hektar ved nordenden af Jægersborg Hegn, blev fredet i 1943.
Der findes et landskabsmaleri fra ca. 1800 af Jens Juel,
som viser Strandvejen med Aggershvile set mod øst fra nuværende Køromvej. I baggrunden ses de to oldtidshøje: i midten Lokeshøj; til venstre Urnehøj.